# محمد سمير جعارة
محمد سمير خليل جعارة (10 مارس 1940 - 22 يناير 2021) هو شاعر وقاص سوري من مواليد العوينة في محافظة اللاذقية. كان يعمل مستثمرًا في مجال الصناعات الغذائية. يجيد اللغتين الفرنسية والتركية. هو عضو في اتحاد الكتاب العرب بسوريا، وعضو في جمعية الشعر، وعضو مجلس إدارة جمعية نادي أوغاريت الثقافي باللاذقية، وعضو اتحاد الصحفيين. إصدرت الأعمال الشعريّة الكاملة له ضمن مجلدين هما: في سبيل غدٍ أفضل وتجلّيات فكرية، اجتماعية، أدبيّة.

## الدواوين الشعرية
| الاسم                   | النوع       | دار النشر           | المدينة/ الدولة | تاريخ النشر | عدد الصفحات | المصدر |
| ----------------------- | ----------- | ------------------- | --------------- | ----------- | ----------- | ------ |
| المجد للأرض             | شعر للأطفال | دار الشادي          | دمشق            | 1990        | 80          |        |
| فارس الأمل              | شعر للأطفال | دار الشادي          | دمشق            | 1991        | 96          |        |
| مزامير لقرص الرماد      | شعر         | دار الشادي          | دمشق            | 1991        | 160         |        |
| أنت والناقوس            | شعر         | دار الشادي          | دمشق            | 1993        |             |        |
| لماذا يرقص الحمام هكذا؟ | شعر         | دار الشادي          | دمشق            | 1994        | 136         |        |
| نوارس بيضاء للعالم      | شعر         | دار الشادي          | دمشق            | 1996        | 159         | [ 6 ]  |
| القلب كان حمامة         | شعر         | مؤسسة أركاديا للنشر | اللاذقية        | 2003        | 125         |        |
| من شرق الموج الأبيض     | شعر للأطفال | مؤسسة أركاديا للنشر | اللاذقية        | 2003        | 31          | [ 7 ]  |
| لأطفال الحجارة فلسطين   |             |                     |                 |             |             |        |

## القصة القصيرة
| الاسم                     | دار النشر           | المدينة/ الدولة | تاريخ النشر |
| ------------------------- | ------------------- | --------------- | ----------- |
| الصامت                    | مؤسسة أركاديا للنشر | اللاذقية        | 1995        |
| هرولة على الكورنيش الغربي | مؤسسة أركاديا للنشر | اللاذقية        | 1998        |

## روايات
| الاسم      | دار النشر           | النوع         | المدينة/ الدولة | تاريخ النشر |
| ---------- | ------------------- | ------------- | --------------- | ----------- |
| حافة الشوق | مؤسسة أركاديا للنشر | ثلاثية روائية | اللاذقية        | 2002        |
| حارة الشوق | سوق اللحامين        | ثلاثية روائية |                 | 2006        |

## مسرحيات
- مسرحية أغان للكون الأخضر: وهي مسرحية شعرية للأطفال عن دار الحوار مكونة من 64 صفحة، اللاذقية، 2000.[8]